# 科倫拜恩 (科羅拉多州)
哥倫拜恩（英語：Columbine）是位於美國科羅拉多州阿拉帕霍縣的一個人口普查指定地區。

## 地理
哥倫拜恩的座標為39°35′16″N 105°04′10″W / 39.58778°N 105.06944°W，而該地最高點為海拔高度1688米（即5538英尺）。

## 人口
根據2010年美國人口普查的數據，哥倫拜恩的面積為17.55平方千米，當中陸地面積為17.22平方千米，而水域面積為0.33平方千米。當地共有人口24280人，而人口密度為每平方千米1,383人。